# Gouvernement Deir ez-Zor
Deir ez-Zor (arabisch دير الزور, DMG Dair az-Zaur) ist ein Gouvernement im Osten Syriens mit einer Fläche von 33.060 Quadratkilometern und geschätzten 1,5 Millionen Einwohnern.

## Lage und Bevölkerung
Das Gouvernement Deir ez-Zor liegt in der syrischen Wüste und grenzt im Osten an den Irak. Hauptstadt und zugleich größte Stadt ist Deir ez-Zor. Andere Orte sind al-Bukamal, al-Mayadin und Hadschin. Die Provinz wird vom Euphrat durchflossen, in den bei der Stadt al-Buseira von Norden her der größte syrische Nebenfluss Chabur einmündet.
Die Bevölkerung setzt sich größtenteils aus Arabern zusammen, von denen ein gewisser Teil Beduinen sind.

## Distrikte
Das Gouvernement ist in drei Distrikte (Mintaqa) unterteilt:
| Distrikt             | Orte (Hauptort in fett)                            |
| -------------------- | -------------------------------------------------- |
| Distrikt al-Bukamal  | al-Bukamal, al-Dschala’, Hadschin                  |
| Distrikt Deir ez-Zor | al-Busaira, Deir ez-Zor, al-Muhasan, Sur, at-Tibnī |
| Distrikt al-Mayadin  | al-Aschara, Diban, al-Mayadin                      |

## Wirtschaft
Es gibt diverse Öl-Fördergebiete, zum Teil mit erster Raffinierung vor Ort. Außerdem wird entlang des Euphrat und des Chabur Viehzucht und Ackerbau mit Bewässerung betrieben.

## Politische Situation
Die Provinz ist im syrischen Bürgerkrieg immer wieder umkämpft. Im Februar 2018 befanden sich Kräfte des Islamischen Staats (IS), der „Syrischen Arabischen Republik“ und der Kurden in der Region. Dabei bildete der Euphrat eine ungefähre Demarkationslinie zwischen den Assad-treuen Kräften und den kurdischen Kräften, während der IS den Euphrat im Grenzgebiet zum Irak im Süden der Provinz kontrollierte.
Die SDF (kurdische Kräfte, unterstützt durch die USA) meldete im September 2017 die Einnahme wichtiger Gas- und Ölfelder in der Region um Deir ez-Zor.
Im Februar 2018 berichteten verschiedene Medien, dass sich der Kopf des Islamischen Staates, Abu Bakr al-Baghdadi, in der Region befinde und verwundet sei.